# Smial

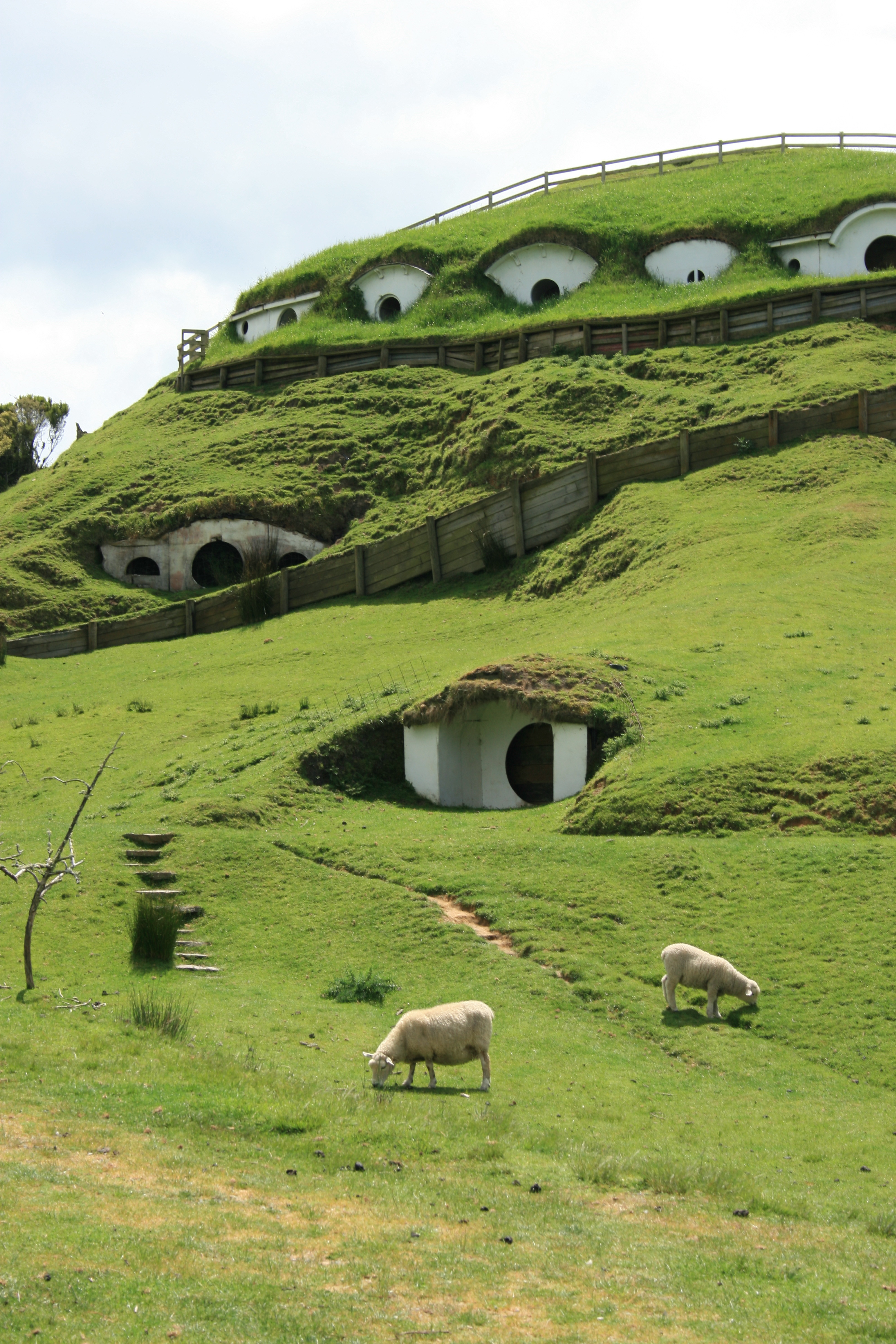
Smial de Bolsón Cerrado, uno de los más lujosos de su época.

Smial es una palabra hobbit extraída del legendarium de J. R. R. Tolkien con el que se designan determinadas viviendas que estos utilizan y que se caracterizan por estar excavadas en colinas y lugares similares y por tener paredes redondeadas y numerosos túneles. Los hobbits también las llaman simplemente agujeros hobbit.

## Historia
Dado que la historia de los hobbits es poco conocida en lo que se refiere al período anterior a su éxodo (en torno al año 1150 Tercera Edad) no se puede indicar con certeza cuando surge por primera vez este tipo de morada. Se sabe no obstante que los pelosos, una de las ramas en que se dividieron los hobbits en dicho éxodo, la primera en dirigirse hacia el oeste, conservaban entonces el "hábito ancestral de vivir en túneles y cuevas" y que ellos mismos creían que habían vivido desde antaño "en cuevas subterráneas" si bien con el paso del tiempo se vieron obligados a adoptar otro tipo de viviendas. Por otro lado el hecho cierto de que la etimología de la palabra hobbit sea precisamente "cavador de agujeros" también hace pensar que la costumbre de vivir en Smials es muy antigua.
En todo caso parece que la referencia más antigua a la existencia de estas cuevas hobbits se encuentra en la narración que hace Gandalf a Frodo acerca de Gollum y en la que se asegura que la abuela de Gollum "lo expulsó de la familia y lo echó de la cueva" lo que puede datarse en torno al año 2463 TE si bien al tratarse con casi toda seguridad de hobbits que no emigraron durante el éxodo y al haberse perdido el contacto con los que sí emigraron, puede considerarse que la cueva a la que se refiere Gandalf debía seguir métodos constructivos que ya se utilizaban con anterioridad. Esto nos llevaría a datar la existencia de smiales a fecha anterior a 1150 TE.
En tiempos de Bilbo (2941 TE) sólo los más ricos o los más pobres seguían habitando los primitivos smials. Para entonces se podían dividir entre las más pobres que consistían en simples agujeros sin apenas ventanas y con muy pocas comodidades y los más ricos y lujosos.
El terreno adecuado para estas excavaciones no se encontraba en todas partes. Debían ser lugares más bien montañosos por lo que en la llanura los hobbits tuvieron que acudir a otro tipo de construcciones.

## Aspecto de un Smial

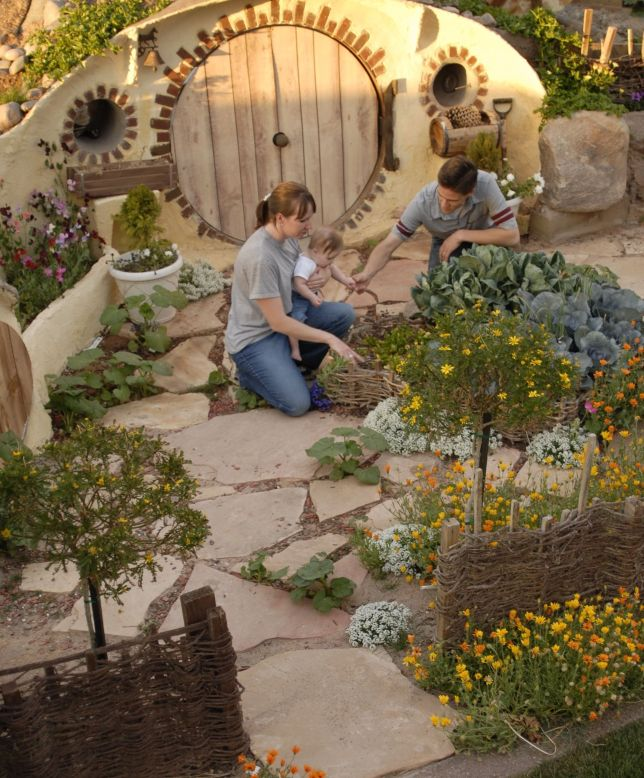
Recreación del jardín de entrada de un smial, mediante una maqueta a tamaño real.

Tal vez la descripción más gráfica de un Smial por lo que se refiere a los más lujosos es la que nos ofrece Tolkien en las primeras páginas de El hobbit.

Tenía una puerta redonda, perfecta con un ojo de buey, pintada de verde, con una manilla de bronce dorada y brillante, justo en el medio. La puerta se abría a un vestíbulo cilíndrico, como un túnel: un túnel muy cómodo, sin humos, con paredes revestidas de madera y suelos enlosados y alfombrados, provistos de sillas barnizadas, y montones y montones de perchas para sombreros y abrigos... El túnel se extendía serpenteando, y penetraba bastante, pero no directamente, en la ladera de la colina, y muchas puertecitas redondas se abrían en él... Nada de subir escaleras para el hobbit: dormitorios, cuartos de baño, bodegas, despensas (muchas), armarios (habitaciones enteras dedicadas a ropa), cocinas, comedores, se encontraban en la misma planta, y en verdad en el mismo pasillo. Las mejores habitaciones estaban todas a la izquierda de la puerta principal, pues eran las únicas que tenían ventanas, ventanas redondas, profundamente excavadas, que miraban al jardín y los prados de más allá, camino del río.
— El hobbit, 11-12.

La edificación de las casas también tendía a imitar a los smials de modo que solían hacerse de paredes algo combadas y ventanas y puertas redondas.

## Smiales de las Sociedades Tolkien
En muchas de las asociaciones de fomento de la obra de Tolkien se denomina smial a cada una de las delegaciones locales de la asociación. En general se acompaña la palabra con un complemento distintivo de cada localidad una ciudad o localización de la Tierra Media como en el caso del Smial de Gondolin (Pamplona, España), el Smial de Minas Morgul (Paraná, Argentina), el Smial Brandivino (Sevilla, España), el Smial Ohtaríma (Concepción, Chile), el Smial de Alqualondë (Valparaíso, Chile) el Smial de Isengard (Pereira, Colombia) o el Smial de Khazad Dum (Zaragoza, España).